# Vega (banda)
Vega es una banda turca de rock alternativo, fundada en 1996 por el vocalista Deniz Özbey, el guitarrista Esat Tuğrul Akyüz, y el teclista (y también vocalista, en algunas canciones) Gökhan Mert Koral; este último abandonó el grupo a principios de 2003.
Para su primer álbum, Tamam Sustum, el grupo colaboró con Turgay Gülaydın de la banda Athena y con Burak Karataş, de Kargo.

## Discografía
Tamam Sustum (NR1 Müzik) (1999)
1. (Tamam) Sustum!
2. Alışamadım Yokluğuna
3. Anlatma
4. Vakit Varken
5. Oyun
6. Blöf
7. Tren

Tatlı Sert (Universal) (2002)
1. Bu Sabahların Bir Anlamı Olmalı
2. Bihaber
3. Evet, Ne Var
4. İz Bırakanlar Unutulmaz
5. Aşk Başlar
6. Isınamazsın Ağlarken
7. Zat-ı Ali
8. Ninni
9. Desemde İnanma
10. Çok Çektim
11. Normal Mi Sence
12. Tadın Kaldı
13. Poh Poh Perisi

Tatlı Sert 2 (Universal) (2003)
1. Bu Sabahların Bir Anlamı Olmalı (radio dance mix)
2. Bihaber (radio mix)
3. Desem De İnanma (alaturka)
4. Bihaber (bimix)
5. Desem De İnanma (radio dance edit)
6. Bihaber (club mix)
7. Desem De İnanma (kedi mix)

Hafif Müzik (Sony BMG) (2005)
1. K9
2. Elimde Değil
3. Serzenişte
4. Mendil
5. Yalnızca Ben, Yüzlerce Sen
6. Uçları Kırık
7. Yok
8. Hafif Müzik
9. Yanıyor Zaman
10. O Şarkı
11. Sokaklar Tekin Değil
12. Ankara